# Tomahawk (přehrávač)
Tomahawk svobodný a otevřený přehrávač zvuku pro Linux, Windows a macOS. Klient pro operační systém Android je v současnosti ve verzi beta. Zaměřuje se na změť spojené uživatelovy hudební knihovny rozprostřené napříč místními a po síti zprostředkovanými jinde uloženými sbírkami a na internetové služby.
Znakem programu je obzvláště vyhledávací funkce pro hudbu poskytovanou různými službami zabývajícími se přenosem hudebního materiálu mezi zdrojem a koncovým uživatelem. K tomu program může sloužit i jako klient počítačové sítě, ve které spolu komunikují přímo jednotliví klienti (uživatelé).

## Vzhled
Tomahawk má povědomé jako iTunes vypadající rozhraní. Levý sloupec nabízí přístup k seznamům skladeb, historii hledání, oblíbené skladby, žebříčky a další skupiny informací.

## Podporované internetové hudební služby
Tomahawk umožňuje nainstalovat přídavné moduly pro několik různých hudebních služeb. Jsou to tyto následující: Spotify, Youtube, Jamendo, Grooveshark, Last.fm, SoundCloud, ownCloud, 4shared, Dilandau, Official.fm, Ampache, Subsonic, Google Play Music, Beats Music, Beets, Rdio (toho času jen pro Android), Deezer (toho času jen pro Android),

## Toma.hk a Hatchet
V roce 2013 Tomahawk spustil aplikaci HTML Toma.hk. Nástroj umožňující přímé sdílení písní po internetu. Tomahawk nechá uživatele zadat jméno umělce a název písně, pPak Toma.hk vyplivne kód v HTML, který lze vložit do internetových stránek, poskytující přímé odkazy na přehratelné skladby po internetu.
V březnu 2014 Tomahawk spustil svůj napříč systémy jdoucí synchronizační a společenský program nazvaný "Hatchet" (beta verze). Ačkoli stále ještě ve vývoji, služba uživatelům dovoluje vidět, co poslouchají ostatní uživatelé a sdílet přes Tomahawk seznamy skladeb. Také poskytuje uživatelské seznamy skladeb a seřízení "milovaných" skladeb přes několik zařízení.

## Vývoj
První verze 0.0.1 byla zveřejněna 25. března 2011. Počátkem roku 2017 byla práce na vývoji projektu pozastavena.